# Liste von Seen in Polen

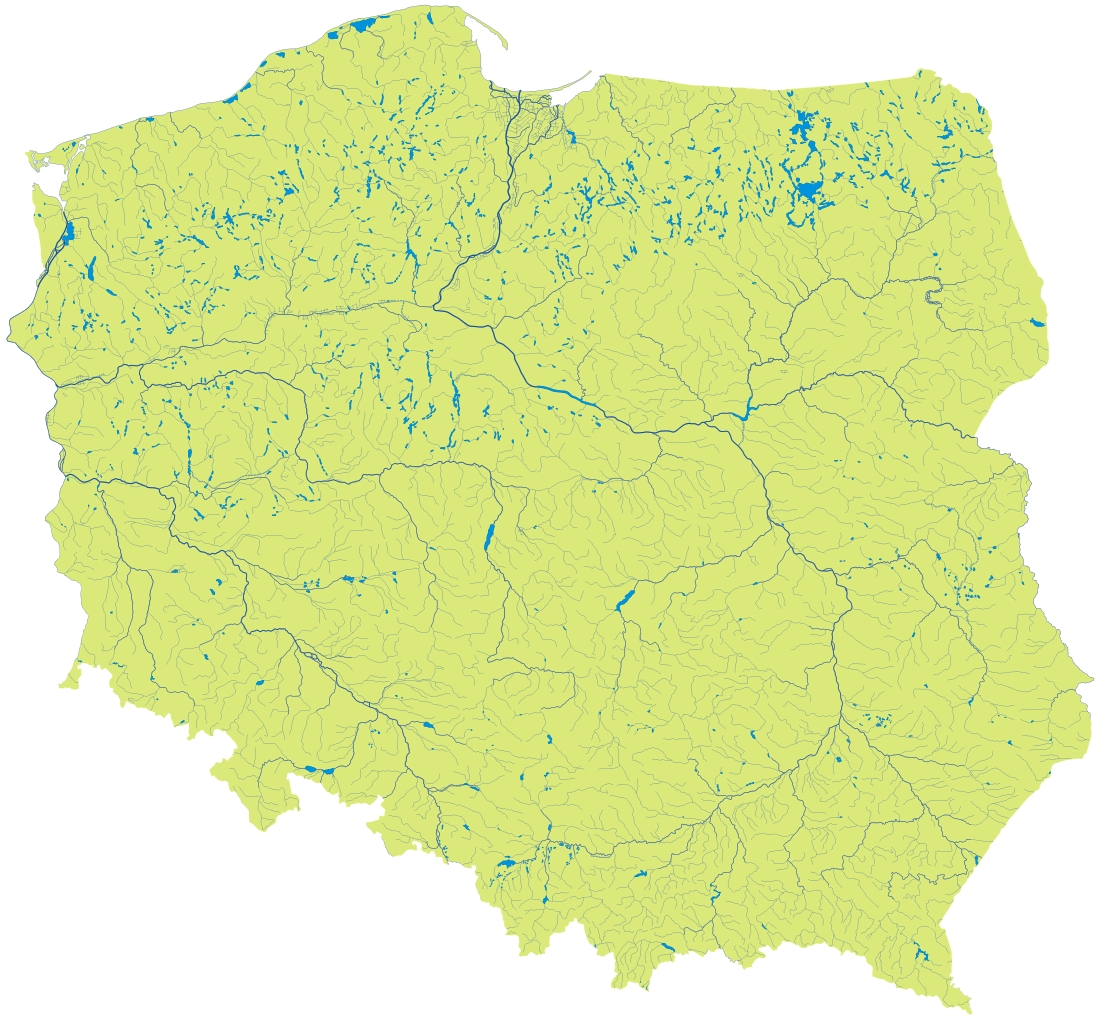
Hydrographische Karte Polens. Die Seenplatten im Norden und Westen sind gut erkennbar.

Diese Liste von Seen in Polen gibt einen Überblick über Seen in Polen. Die Stillgewässer mit der größten Fläche und mit der größten Tiefe sind in eigenen Tabellen gesondert dargestellt. Der flächengrößte See auf polnischem Staatsgebiet ist der Śniardwy in der Seenplatte der Großen Masurischen Seen. Der tiefste See auf polnischem Staatsgebiet ist der Hańcza in der Östlichen Suwałki-Seenplatte.

## Seen nach Größe
Dies sind die 33 flächengrößten polnischen Seen (ohne Stauseen) – absteigend sortiert nach Fläche:
|    | Name                  | Deutsche Bezeichnung  | Flusssystem    | Region                                  | Fläche (km²) | Tiefe (m) | Höhe über Meeresspiegel m ü.NHN | Bild |
| -- | --------------------- | --------------------- | -------------- | --------------------------------------- | ------------ | --------- | ------------------------------- | ---- |
| 1  | Śniardwy              | Spirdingsee           | Pisa           | Große Masurische Seen                   | 113,8        | 23,4      | 116,1                           |      |
| 2  | Mamry                 | Mauersee              | Pregel         | Große Masurische Seen                   | 104,4        | 43,8      | 116,2                           |      |
| 3  | Jezioro Łebsko        | Lebasee               | Leba           | Slowinzische Küste                      | 71,4         | 6,3       | 0,3                             |      |
| 4  | Jezioro Dąbie         | Dammscher See         | Odermündung    | Stettiner Küstenland                    | 56           | 4,2       | 0,1                             |      |
| 5  | Jezioro Miedwie       | Madüsee               | Płonia         | Stettiner Küstenland                    | 35,3         | 43,8      | 14,1                            |      |
| 6  | Jeziorak              | Geserichsee           | Drwęca         | Eylauer Seenplatte                      | 32,2         | 12        | 99,5                            |      |
| 7  | Jezioro Niegocin      | Löwentinsee           | Pisa           | Große Masurische Seen                   | 26           | 39,7      | 116,2                           |      |
| 8  | Jezioro Gardno        | Garder See            | Łupawa         | Slowinzische Küste                      | 24,7         | 2,6       | 0,3                             |      |
| 9  | Jezioro Jamno         | Jamunder See          | Ostsee         | Slowinzische Küste                      | 22,4         | 3,9       | 0,1                             |      |
| 10 | Jezioro Wigry         | Wigry-See             | Czarna Hańcza  | Östliche Suwałki-Seenplatte             | 21,9         | 73        | 139,9                           |      |
| 11 | Jezioro Gopło         | Goplosee              | Netze          | Gnesener Seenplatte                     | 21,8         | 16,6      | 76,9                            |      |
| 12 | Jezioro Drawsko       | Dratzigsee            | Drawa          | Dramburger Seenplatte                   | 19,6         | 79,7      | 128,4                           |      |
| 13 | Jezioro Roś           | Roschsee, Warschausee | Pisa           | Große Masurische Seen                   | 18,9         | 31,8      | 115,4                           |      |
| 14 | Jezioro Wielimie      | Vilmsee               | Gwda           | Dramburger Seenplatte                   | 18,7         | 5,5       | 132,9                           |      |
| 15 | Jezioro Tałty         | Talter Gewässer       | Pisa           | Große Masurische Seen                   | 18,4         | 50,8      | 116,1                           |      |
| 16 | Jezioro Nidzkie       | Niedersee             | Pisa           | Große Masurische Seen                   | 18,3         | 23,7      | 117,7                           |      |
| 17 | Jezioro Bukowo        | Buckower See          | Grabowa        | Slowinzische Küste                      | 17,5         | 2,8       | 0,1                             |      |
| 18 | Jezioro Rajgrodzkie   | Raygrodsee            | Lega           | Lycker Seenplatte                       | 15,0         | 52,0      | 118,0                           |      |
| 19 | Jezioro Lubie         | Großer Lübbesee       | Drawa          | Dramburger Seenplatte Kroner Seenplatte | 14,9         | 46,2      | 95,5                            |      |
| 20 | Jezioro Żarnowieckie  | Zarnowitzer See       | Piaśnica       | Kösliner Küstenland                     | 14,3         | 16,0      | 1,5                             |      |
| 21 | Wdzydze               | Wdzydzen-See          | Wda            | Kaschubische Seenplatte                 | 14,2         | 68,7      | 133,8                           |      |
| 22 | Jezioro Charzykowskie | Müskendorfer See      | Brda           | Kaschubische Seenplatte                 | 13,4         | 30,5      | 121                             |      |
| 23 | Narie                 | Narinsee              | Miłakówka      | Eylauer Seenplatte                      | 12,3         | 43        | 105                             |      |
| 24 | Selmęt Wielki         | Großer Sellmentsee    | Lega           | Lycker Seenplatte                       | 12,1         | 22        | 121                             |      |
| 25 | Wicko Wielkie         | Großer Vietziger See  | Stettiner Haff | Stettiner Küstenland                    | 12,0         | 6,1       |                                 |      |
| 26 | Druzno                | Drausensee            | Elbląg         | Weichseldelta                           | 11,5         | 2,5       | 0,1                             |      |
| 27 | Jeziora Raduńskie     | Radaune-Seen          | Radunia        | Kaschubische Seenplatte                 | 11,2         | 43        | 162                             |      |
| 28 | Jezioro Powidzkie     |                       | Meszna         | Gnesener Seenplatte                     | 11,0         | 46        | 99                              |      |
| 29 | Jezioro Łańskie       | Lansker See           | Łyna           | Allensteiner Seenplatte                 | 10,7         | 53        | 135                             |      |
| 30 | Wicko                 | Vietzker See          | Głównica       | Slowinzische Küste                      | 10,3         | 6         | 0,3                             |      |
| 31 | Orzysz                | Arys-See              | Pisa           | Große Masurische Seen                   | 10,1         | 36        | 120                             |      |
| 32 | Pile                  | Pielburger See        | Piława         | Dramburger Seenplatte                   | 10,0         | 44        |                                 |      |
| 33 | Dadaj                 | Daddaisee             | Łyna           | Allensteiner Seenplatte                 | 9,8          | 40        | 123                             |      |

## Seen nach Tiefe
Dies sind die 24 tiefsten polnischen Seen (ohne Stauseen) – absteigend sortiert nach Tiefe:
|    | Name                      | Deutsche Bezeichnung                    | Zufluss                  | Region                      | Tiefe (m) | Fläche (km²) | Höhe über Meeresspiegel m ü.NHN | Bild |
| -- | ------------------------- | --------------------------------------- | ------------------------ | --------------------------- | --------- | ------------ | ------------------------------- | ---- |
| 1  | Hańcza                    | Hańcza-See                              | Czarna Hańcza            | Östliche Suwałki-Seenplatte | 108,5     | 3,1          | 226,5                           |      |
| 2  | Jezioro Drawsko           | Dratzigsee                              | Drawa                    | Dramburger Seenplatte       | 79,7      | 19,6         | 128,4                           |      |
| 3  | Wielki Staw Polski        | Großer Polnischer Teich                 | Dunajec                  | Hohe Tatra                  | 79,3      | 0,3          | 1664,6                          |      |
| 4  | Czarny Staw pod Rysami    | Schwarzer Teich unter der Meeraugspitze | Dunajec                  | Hohe Tatra                  | 76,4      | 0,2          | 1579,5                          |      |
| 5  | Jezioro Wigry             | Wigry-See                               | Czarna Hańcza            | Östliche Suwałki-Seenplatte | 73        | 21,9         | 131,9                           |      |
| 6  | Wdzydze-See               | Wdzydze-See                             | Wda                      | Kaschubische Seenplatte     | 68,7      | 15           | 133,8                           |      |
| 7  | Jezioro Wuksniki          | Wuchsnigsee                             | Pasłęka                  | Eylauer Seenplatte          | 68        | 1,2          | 114,4                           |      |
| 8  | Jezioro Babięty Wielkie   |                                         | Krutynia                 | Sensburger Seenplatte       | 65        | 2,5          | 140,7                           |      |
| 9  | Jezioro Morzycko          |                                         | Słubia                   | Soldiner Seenplatte         | 60        | 3,4          | 51,4                            |      |
| 10 | Jezioro Piłakno           | Pillacker See                           | Krutynia                 | Sensburger Seenplatte       | 56,6      | 2,6          | 139,7                           |      |
| 11 | Jezioro Trześniowskie     | Tschetschsee                            | Pliszka                  | Lagower Seenplatte          | 56        | 1,9          | 106                             |      |
| 12 | Jezioro Ełckie            | Lycksee                                 | Ełk                      | Lycker Seenplatte           | 55,8      | 3,8          | 120,2                           |      |
| 13 | Jezioro Ożewo (Użewo)     |                                         | Rospuda                  | Litauische Seenplatte       | 55,5      | 0,6          | 191,3                           |      |
| 14 | Gaładuś                   |                                         |                          | Östliche Suwałki-Seenplatte | 54,8      | 0,6          |                                 |      |
| 15 | Jezioro Wulpińskie        | Thomsdorfer See, Wulpingsee             |                          | Allensteiner Seenplatte     | 54,6      | 4,0          |                                 |      |
| 16 | Isąg                      |                                         |                          | Allensteiner Seenplatte     | 54,5      | 3,8          |                                 |      |
| 17 | Jezioro Łańskie           | Lansker See                             |                          | Allensteiner Seenplatte     | 53,0      | 10,7         |                                 |      |
| 18 | Jezioro Białe Filipowskie |                                         |                          | Östliche Suwałki-Seenplatte | 52,0      | 1,2          |                                 |      |
| 19 | Jezioro Pluszne Wielkie   | Großer Plautziger See                   |                          | Allensteiner Seenplatte     | 52,0      | 8,7          |                                 |      |
| 20 | Jezioro Rajgrodzkie       | Raygrodsee                              | Lega                     | Lycker Seenplatte           | 52,0      | 15,0         | 118,0                           |      |
| 21 | Czarny Staw Gąsienicowy   | Polnischer Schwarzer See                | Czarny Potok Gąsienicowy | Hohe Tatra                  | 51,9      | 0,2          | 1624                            |      |
| 22 | Morskie Oko               | Meerauge                                | Czarnostawiański Potok   | Hohe Tatra                  | 51,8      | 0,3          | 1395                            |      |
| 23 | Jezioro Mokre             | Nasser See                              |                          | Sensburger Seenplatte       | 51,0      | 790          |                                 |      |
| 24 | Tałty- Jezioro Ryńskie    | Talter Gewässer- Rheiner See            |                          | Große Masurische Seen       | 50,8      |              | 1796                            |      |